# Radek Slončík
Radomir „Radek” Slončík (ur. 29 maja 1973 w Šumperku) – czeski piłkarz grający na pozycji ofensywnego pomocnika.

## Kariera klubowa
Karierę piłkarską Slončík rozpoczął w klubie LP Šumperk. Następnie przeszedł do Baníka Ostrawa. W 1991 roku zadebiutował w jego barwach w pierwszej lidze czechosłowackiej i w debiutanckim sezonie zdobył Puchar Czechosłowacji. W sezonie 1994/1995 stał się podstawowym zawodnikiem Baníka. W klubie tym grał do 2000 roku.
Latem 2000 roku Slončík odszedł z Baníka do Sparty Praga. W Sparcie pełnił rolę rezerwowego i przez półtora roku rozegrał w niej 13 spotkań. W sezonie 2000/2001 wywalczył ze Spartą swój pierwszy w karierze tytuł mistrza Czech. Na początku 2002 roku Slončík został zawodnikiem węgierskiego Újpestu z Budapesztu, z którym zdobył w 2002 roku Puchar Węgier.
Latem 2003 roku Slončík wrócił do Czech, do Baníka Ostrawa. W sezonie 2003/2004 przyczynił się do wywalczenia przez Baník pierwszego w historii mistrzostwa Czech. Z kolei w 2005 roku zdobył z nim Puchar Czech. Na początku 2007 roku odszedł do trzecioligowego Fotbal Fulnek, z którym pół roku później wywalczył awans do drugiej ligi. W 2009 roku odszedł do MFK Karviná.
| Sezon   | Klub          | Kraj           | Rozgrywki      | Mecze | Bramki |
| ------- | ------------- | -------------- | -------------- | ----- | ------ |
| 1990/91 | Baník Ostrawa | Czechosłowacja | I. liga        | 8     | 0      |
| 1991/92 | Baník Ostrawa | Czechosłowacja | I. liga        | 11    | 0      |
| 1992/93 | Baník Ostrawa | Czechosłowacja | I. liga        | 12    | 2      |
| 1993/94 | Baník Ostrawa | Czechy         | Gambrinus Liga | 13    | 1      |
| 1994/95 | Baník Ostrawa | Czechy         | Gambrinus Liga | 29    | 2      |
| 1995/96 | Baník Ostrawa | Czechy         | Gambrinus Liga | 23    | 0      |
| 1996/97 | Baník Ostrawa | Czechy         | Gambrinus Liga | 27    | 3      |
| 1997/98 | Baník Ostrawa | Czechy         | Gambrinus Liga | 23    | 6      |
| 1998/99 | Baník Ostrawa | Czechy         | Gambrinus Liga | 22    | 1      |
| 1999/00 | Baník Ostrawa | Czechy         | Gambrinus Liga | 11    | 0      |
| 2000/01 | Sparta Praga  | Czechy         | Gambrinus Liga | 7     | 0      |
| 2001/02 | Sparta Praga  | Czechy         | Gambrinus Liga | 6     | 0      |
| 2001/02 | Újpest FC     | Węgry          | NB I           | 11    | 0      |
| 2002/03 | Újpest FC     | Węgry          | NB I           | 19    | 0      |
| 2003/04 | Baník Ostrawa | Czechy         | Gambrinus Liga | 25    | 2      |
| 2004/05 | Baník Ostrawa | Czechy         | Gambrinus Liga | 8     | 0      |
| 2005/06 | Baník Ostrawa | Czechy         | Gambrinus Liga | 17    | 0      |
| 2006/07 | Baník Ostrawa | Czechy         | Gambrinus Liga | 15    | 1      |
| 2006/07 | Fotbal Fulnek | Czechy         | III. liga      | 9     | 1      |
| 2007/08 | Fotbal Fulnek | Czechy         | II. liga       | 27    | 3      |
| 2008/09 | Fotbal Fulnek | Czechy         | II. liga       | 23    | 1      |
| 2009/10 | MFK Karviná   | Czechy         | II. liga       | 8     | 0      |
| 2010/11 | MFK Karviná   | Czechy         | II. liga       | 18    | 1      |

## Kariera reprezentacyjna
W reprezentacji Czech Slončík zadebiutował 11 grudnia 1996 roku w wygranym 2:1 meczu Pucharu Hassana z Nigerią. Z Czechami grał m.in. w eliminacjach do MŚ 1998 i do Euro 2000 oraz Pucharze Konfederacji 1997. Od 1996 do 2000 roku rozegrał w kadrze narodowej 17 meczów. Grał też w reprezentacji U-21.

## Sukcesy
- Gambrinus Liga (2)

Sparta Praga: 2000/2001, Baník Ostrawa: 2003/2004
- Puchar Czechosłowacji (1)

Baník Ostrawa: 1991
- Puchar Węgier (1)

Újpest: 2002
- Puchar Czech (1)

Baník Ostrawa: 2005